# Centropogon cordifolius
Centropogon cordifolius là loài thực vật có hoa trong họ Hoa chuông. Loài này được Benth. mô tả khoa học đầu tiên năm 1841.